# Джо Фаціо
Джо Фаціо (англ. Joe Fazio, 11 вересня 1942 — 1 серпня 2011) — австралійський академічний веслувальник.
Срібний призер Олімпійських Ігор 1968 року в складі вісімки.